# セシリオ&カポノ
セシリオ&カポノ (Cecilio & Kapono) は、ヘンリー・カポノ・カアイフエ（Henry Kapono Ka’aihue、芸名ヘンリー・カポノ、1948年9月21日 - ）とセシリオ・デイヴィッド・ロドリゲス（Cecilio David Rodriguez、1945年1月 - ）が、1973年に結成したハワイアン・ポップ・ミュージック・デュオ。このデュオは、コロムビア・レコードから3枚のアルバム、すなわち、セルフタイトルの『セシリオ&カポノ (Cecilio & Kapono)』（1974年）、『エルア(Elua)』（1975年）、『ナイト・ミュージック (Night Music)』（1977年）をリリースした。その後、合わせて十数作のフルアルバムが発表されており、トップ40・ポップ、モダン・ソウル、ファンク、ディスコ、ロック、伝統的なハワイアンなど、様々なチャートに楽曲が送り込まれた。二人は、それぞれソロ名義でも、多数の作品をリリースしている。
セシリオ&カポノは、2009年にデュオとしてハワイ録音芸術アカデミーから生涯功労賞 (Lifetime Achievement Award) を贈られた。

## セシリオ・ロドリゲスの性的暴行裁判
セシリオは、2度にわたり性的暴行で有罪判決を受けている。1994年、彼は「第二級性的暴行未遂 (attempted sexual assault in the second degree)」で訴えられ、不抗争の答弁をおこなった。判決は1年の禁固、500時間のコミュニティ・サービス、性犯罪者としての治療であった。この訴えには判決の延期にかかり、承認された成人の同席なしに14歳未満の子どもに接する機会のある仕事に就くことが禁じられることになった。彼は2日間だけ収監された。
2012年、ロドリゲスは再び、性暴行の訴えに不抗争の答弁をおこなった。この事案では、彼は、1996年と1999年に2人の少女を性的に襲ったとされた。犯行の当時、少女たちは7歳から9歳の間であった。判決は、禁固1年、保護観察5年、性犯罪者としてのカウンセリング52週であった。これは、仮に保護観察期間に違反行為をした場合には、6年間収監されることを意味していた。彼は、刑務所の過密状態のため、4か月あまり、130日で釈放された。

## おもなディスコグラフィ
| 年   | タイトル              | レーベル（カタログ番号） |
| ---- | --------------------- | ------------------------ |
| 1974 | Cecilio & Kapono      | Columbia (32928)         |
| 1975 | Elua                  | Columbia (33689)         |
| 1977 | Night Music           | Columbia (34300)         |
| 1980 | Life's Different Now  | Starbolt (001)           |
| 1992 | Summerlust            | C&K Hui (999)            |
| 1995 | Goodtimes Together    | Moi (7007)               |
| 1995 | Together Live         | Paradise/Bluewater (830) |
| 1999 | The Journey Continues | HOC (30521)              |